# Aphelandra ignea
Aphelandra ignea är en akantusväxtart som beskrevs av Christian Gottfried Daniel Nees von Esenbeck och Ernst Gottlieb von Steudel. Aphelandra ignea ingår i släktet Aphelandra och familjen akantusväxter. Inga underarter finns listade i Catalogue of Life.